# Diane Finley
Pour les articles homonymes, voir Finley.
Diane Finley, née le 3 octobre 1957 à Hamilton, en Ontario, est une femme politique canadienne. Elle est députée conservatrice de Haldimand—Norfolk à la Chambre des communes de 2004 à 2021.

## Biographie
Née le 3 octobre 1957 à Hamilton, Diane Finley grandit à Port Dover (en) et Charlotteville et obtient un baccalauréat ainsi qu'une maîtrise en administration d'affaires de l'Université de Western Ontario. Après avoir terminé ses études, elle devient gérante de l'école d'immersion française de Western. Elle occupe ensuite une série d'emplois dans les secteurs public et privé, dans une variété de domaines. Elle est nommée une des leaders futurs du Canada par la Conférence d'étude du gouverneur général en 2000.
Diane Finley travaille de concert avec la Fondation canadienne de la thyroïde pour sensibiliser les Canadiens et Canadiennes aux maladies de la thyroïde et les inciter à subir des examens de cette glande. En février 2006, elle apprend qu'elle souffre de la maladie de Basedow, affection caractérisée par l’hyperthyroïdie, ce qui l'amène à porter des lunettes fumées en tout temps.
Elle favorise une implication accrue du secteur privé dans les services de soins de santé. Elle est la fondatrice du plus grand service ambulancier du secteur privé au Canada, Canadian Medical Response, et préside le Conseil canadien pour les partenariats public-privé.
Longtemps active en politique conservatrice, Finley tente de se faire élire pour la première fois lors de l'élection générale de 2004 dans la circonscription de Haldimand—Norfolk sous la bannière du Parti conservateur du Canada. Elle défait Bob Speller, un ministre libéral, par une marge de 1645 voix. De juillet 2004 à décembre 2005, elle est porte-parole de l'opposition officielle pour l'Agriculture et l'Agroalimentaire. Après avoir été réélue lors de l'élection fédérale canadienne de 2006, elle est nommée le 6 février 2006 au conseil des ministres par Stephen Harper à titre de ministre des Ressources humaines et du Développement social.

### Résultats électoraux
|       | Candidat         | Parti             | # de voix | % des voix |
|       | (X) Diane Finley | Conservateur      | +24 714,  | 44,14 %    |
|       | Joan Mouland     | Libéral           | +20 487,  | 36,59 %    |
|       | John Harris      | NPD               | +07 625,  | 13,62 %    |
|       | Wayne Ettinger   | Vert              | +01 857,  | 3,32 %     |
|       | Dave Bylsma      | Héritage chrétien | +00884,   | 1,58 %     |
|       | Dustin Wakeford  | Indépendant       | +00272,   | 0,49 %     |
|       | Leslie Bory      | Indépendant       | +00151,   | 0,27 %     |
| Total | Total            | Total             | 55 990    | 100 %      |

|       | Candidat         | Parti        | # de voix | % des voix |
|       | (x) Diane Finley | Conservateur | +25 655,  | 50,94 %    |
|       | Bob Speller      | Libéral      | +12 549,  | 24,92 %    |
|       | Ian Nichols      | NPD          | +10 062,  | 19,98 %    |
|       | Anne Faulkner    | Vert         | +01 665,  | 3,31 %     |
|       | Steven Elgersma  | Héritage     | +00435,   | 0,86 %     |
| Total | Total            | Total        | 50 366    | 100 %      |

|       | Candidat          | Parti        | # de voix | % des voix |
|       | (x) Diane Finley  | Conservateur | +19 657,  | 40,83 %    |
|       | Eric Hoskins      | Libéral      | +15 577,  | 32,35 %    |
|       | Ian Nichols       | NPD          | +05 549,  | 11,53 %    |
|       | Stephana Johnston | Vert         | +02 041,  | 4,24 %     |
|       | Steven Elgersma   | Héritage     | +00501,   | 1,04 %     |
|       | Gary McHale       | Indépendant  | +04 821,  | 10,01 %    |
| Total | Total             | Total        | 48 146    | 100 %      |